# Els morts del llac Constança: La núvia
Els morts del llac Constança: La núvia o Mort al llac: la nóvia és un telefilm germanoaustríac del 2017 emès per ORF i ZDF i dirigit per Hannu Salonen. És la quarta part de la sèrie cinematogràfica de crims Els morts del llac Constança. La primera emissió va tenir lloc a l'ORF el 9 de març de 2017 i a ZDF l'1 de maig de 2017. S'ha doblat al català central per a TV3 amb el títol d'Els morts del llac Constança: La núvia, i al valencià per a À Punt amb el nom de Mort al llac: la nóvia.

## Producció
El rodatge va tenir lloc juntament amb la cinquena part Abismal d'agost a octubre de 2016 a Bregenz i els voltants. L'escena del casament va ser filmada entre Wasserburg i Lindau al Lindenhofpark de Bad Schachen. El cos va ser trobat a la reserva natural prop de Fußach. La pel·lícula va ser produïda per Graf Filmproduktion GmbH i Rowboat Film- und Fernsehenproduktion, hi van participar Österreichischer Rundfunk i ZDF, i va comptar amb el suport del Fernsehfonds Austria i l'estat de Vorarlberg. Michael Wollmann va ser el responsable del so, Christine Egger de l'escenografia i Heike Werner del disseny de vestuari.